# Trentepohlia (Mongoma) eurystigma
Trentepohlia (Mongoma) eurystigma is een tweevleugelige uit de familie steltmuggen (Limoniidae). De soort komt voor in het Oriëntaals gebied.